# Hans-Jürgen Bieling
Hans-Jürgen Bieling (* 30. Juli 1967 in Geseke) ist ein deutscher Politikwissenschaftler mit dem Schwerpunkt Internationale Politische Ökonomie (IPÖ). Er forscht und lehrt als Professor zur IPÖ an der Universität Tübingen.

## Leben
Bieling studierte von 1988 bis 1993 Politikwissenschaft, Volkswirtschaftslehre sowie Soziologie an der Universität Marburg. Dort wurde er 1999 mit der Dissertation über Dynamiken sozialer Spaltung und Ausgrenzung – Gesellschaftstheorien und Zeitdiagnosen bei Frank Deppe promoviert. Von 2002 bis 2008 war Bieling Juniorprofessor für den Bereich der Europäischen Integration im Globalisierungsprozess. Zu diesem Themenkomplex habilitierte er sich in Marburg im Jahr 2008 mit der Schrift Gesellschaftsstrukturelle und politisch-institutionelle Determinanten der Globalisierungs- und Weltordnungspolitik der Europäischen Union.
Zum 1. September 2010 wurde Bieling zum Professor im Bereich der „Politik und Organisation der Zivilgesellschaft im europäischen und globalen Kontext“ an der Hochschule Bremen ernannt. Zuvor war er als Vertretungsprofessor an der Universität Hamburg und der Technischen Universität Darmstadt tätig. Im August 2011 nahm er einen Ruf zum Wintersemester 2011/2012 an die Universität Tübingen für den Bereich der Politischen Ökonomie an.
Neben der IPÖ forscht Bieling vor allem im Bereich der Europäischen Integration sowie Politik-, Staats- und Gesellschaftstheorie.
Bieling ist Mitglied im Wissenschaftlichen Beirat von Attac. Er gehört zum Mitherausgeberkreis der seit 2015 erscheinenden Zeitschrift Politikum.
Bieling ist verheiratet und Vater zweier Kinder.

## Schriften
- mit Konflikte um Infrastrukturen. Öffentliche Debatten und politische Konzepte. transcript, Bielefeld 2023, ISBN 978-3-8376-6742-4 (PDF als Open Access)
- mit Simon Guntrum (Hrsg.): Neue Segel, alter Kurs? Die Eurokrise und ihre Folgen für das europäische Wirtschaftsregieren. Wiesbaden 2019, ISBN 978-3-658-25037-9.
- mit Martin Große Hüttmann (Hrsg.): Europäische Staatlichkeit. Zwischen Krise und Integration. Wiesbaden 2016, ISBN 978-3-658-03789-5.
- mit Daniel Buhr (Hrsg.): Europäische Welten in der Krise. Arbeitsbeziehungen und Wohlfahrtsstaaten im Vergleich. Frankfurt am Main / New York 2015, ISBN 978-3-593-50276-2.
- Die Globalisierungs- und Weltordnungspolitik der Europäischen Union. VS Verlag für Sozialwissenschaften, Wiesbaden 2010, ISBN 978-3-531-17303-0.
- als Hrsg.: Liberalisierung und Privatisierung in Europa: die Reorganisation der öffentlichen Infrastruktur in der Europäischen Union. Westfälisches Dampfboot, Münster 2008, ISBN 978-3-89691-746-1.
- Internationale politische Ökonomie. Eine Einführung. 2. Auflage. VS Verlag für Sozialwissenschaften, Wiesbaden 2011, ISBN 978-3-531-18401-2.
- mit Marika Lerch (Hrsg.): Theorien der europäischen Integration. 2. Auflage. VS Verlag für Sozialwissenschaften, Wiesbaden 2006, ISBN 3-531-15212-2.
- Hrsg. et al.: Flexibler Kapitalismus. Analyse, Kritik und politische Praxis; Frank Deppe zum 60. Geburtstag, Hamburg 2001.
- Dynamiken sozialer Spaltung und Ausgrenzung. Gesellschaftstheorien und Zeitdiagnosen. Dissertation Universität Marburg, 1999. Westfälisches Dampfboot, Münster 2000, ISBN 3-89691-472-3.
- Sozialdemokratische Wirtschafts- und Beschäftigungspolitik in der neoliberalen Konstellation. (= Arbeitspapier der Forschungsgruppe Europäische Gemeinschaften. Nr. 20). Institut für Politikwissenschaft/Forschungsgruppe Europäische Gemeinschaften, Marburg 2000, ISBN 3-8185-0306-0.
- Nationalstaat und Migration im „Postfordismus“ – Gewerkschaften vor der Zerreissprobe. (= Studien der Forschungsgruppe Europäische Gemeinschaften. Nr. 2). Institut für Politikwissenschaft / Forschungsgruppe Europäische Gemeinschaften, Marburg 1993, DNB 940087200.